# Ухте (Нижняя Саксония)
Ухте (нем. Uchte) — община в Германии, в земле Нижняя Саксония.
Входит в состав района Ниэнбург-на-Везере. Подчиняется управлению Ухте. Население составляло 4742 человека (на 31 декабря 2010 года). Занимает площадь 90,69 км².
| Год  | Население |
| ---- | --------- |
| 1990 | 4715      |
| 1995 | 4974      |
| 2000 | 5049      |
| 2005 | 4915      |
| 2010 | 4812      |
| 2015 | 4882      |

## Палеоантропология

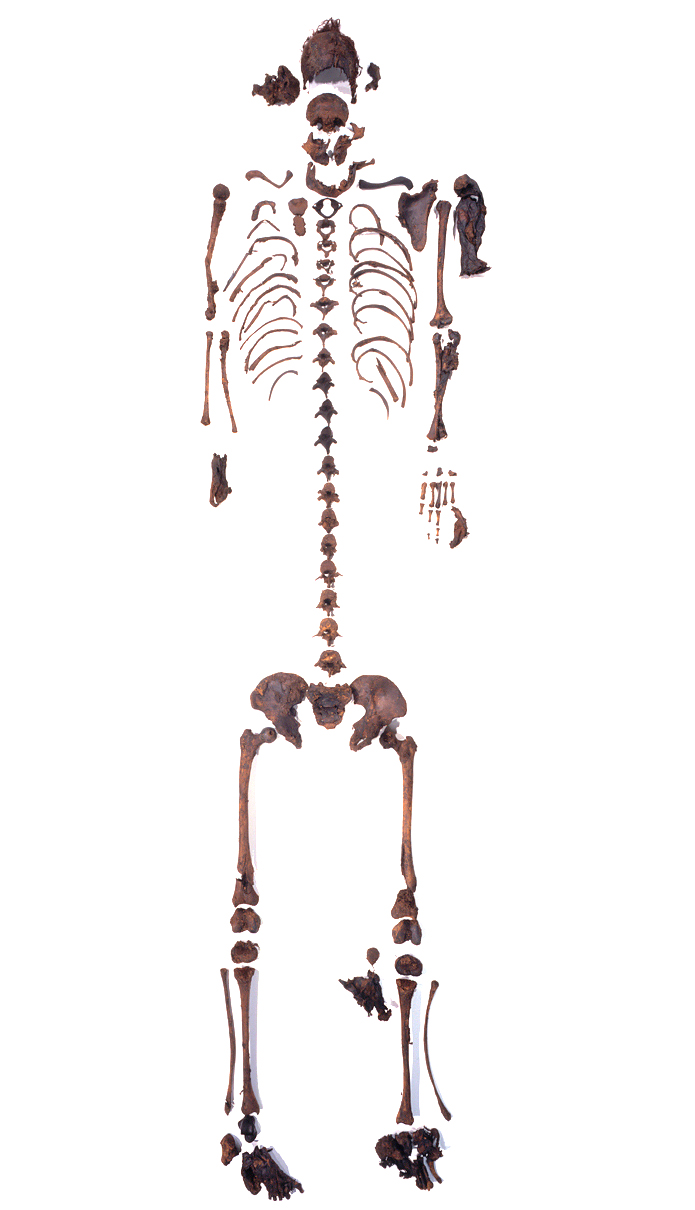
Скелет девушка из торфяника Ухте

В сентябре 2000 года торфодобывающий комбайн, работавший под Ухте, переработал вместе с торфом часть человеческого тела — в торфе обнаружили куски позвоночника, осколки черепа и волосы, а в 2005 году на тех же торфоразработках нашли мумифицированную правую человеческую руку. Мумия получила название «девушка из торфяника Ухте» или «Мора» (от немецкого слова «das moor» — торфяное болото, трясина). По данным судебных экспертов девушка погибла в возрасте 17—19 лет. Согласно данным радиоуглеродного анализа, девушка умерла в период между 764 и 515 годами до нашей эры.